# Carl Lallerman
Carl Lallerman, född 14 juli 1705 i Markaryds församling Kronobergs län, död 10 september 1772 i Markaryds församling, Kronobergs län, var en svensk präst.

## Biografi
Carl Lallerman föddes 1705 i Markaryds församling. Han var son till kyrkoherden Gustaf Lallerman och Sara Bolhemia. Lallerman blev student vid Lunds universitet 1723 och vid Uppsala universitet samma år. Han disputerade 1729 och 1731. Lallerman avlade magisterexamen 1731 och prästvigdes 1733. Efter det besöka han flera tyska universitet och blkev 1735 extra ordinarie predikant vid Livgardet. År 1736 blev han teologi lektor vid Braheskolan och kyrkoherde i Visingsö församling. Lallerman var vice preses vid prästmötet 1746. Han blev 1749 kyrkoherde i Markaryds församling och 1756 kontraktsprost i Sunnerbo kontrakt. År 1763 var Lallerman predikant vid prästmötet. Han avled 1772 i Markaryds församling.

### Familj
Lallerman gifte sig med Margareta Maria Hager (1714–1771). Hon var dotter till hovrättsrådet Johan Olof Hager och Helena Brun i Jönköping. De fick tillsammans barnen Sara Helena Lallerman (född 1741) som var gift med komministern Johan Branting i Markaryds församling och Susanna Fredrika Lallerman (född 1742) som var gift med kyrkoherden Harald Almquist i Markaryds församling.